# Portaerei leggera

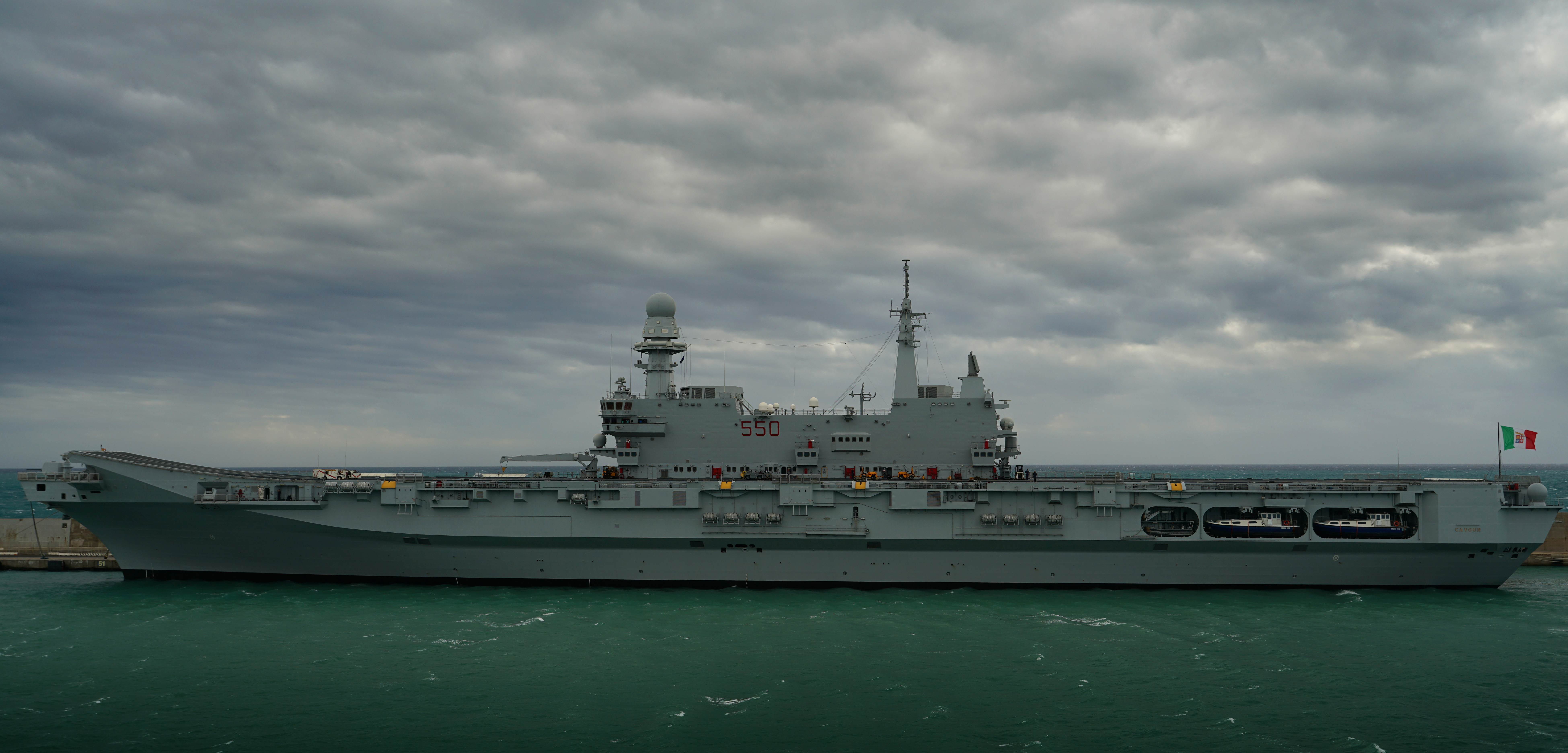
La Cavour (C 550).

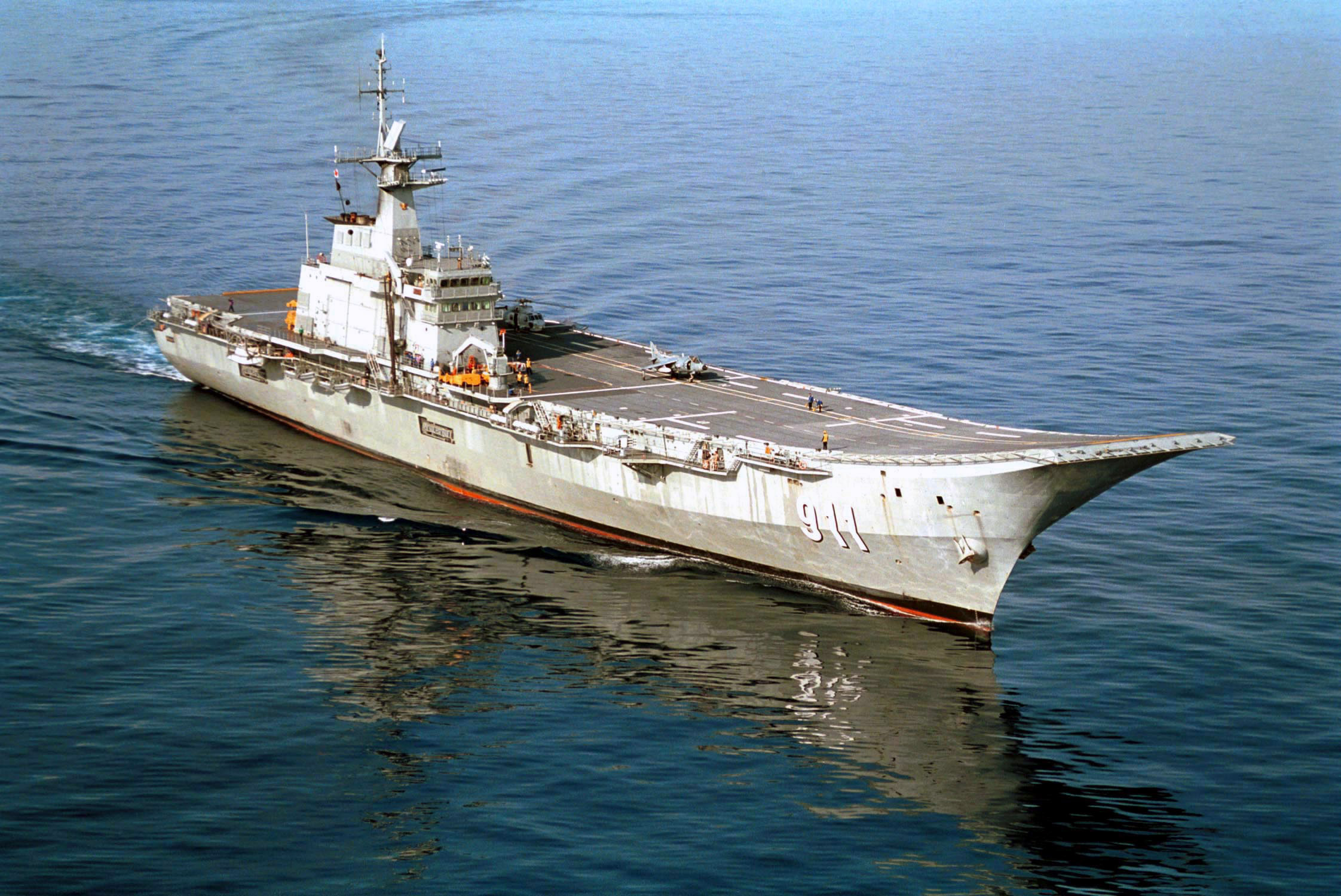
La HTMS Chakri Naruebet.

Una portaerei leggera (in inglese: light aircraft carrier o light fleet carrier) è una portaerei più piccola delle altre portaerei (standard carrier o fleet carrier) presenti nella flotta di una marina militare. La precisa definizione di questa tipologia di nave varia a seconda delle nazioni; una portaerei leggera tipicamente imbarca una quantità di aerei pari alla metà o ai due terzi rispetto ad una portaerei di flotta. Una portaerei leggera era una tipologia simile alle portaerei di scorta per molti aspetti, tuttavia le portaerei leggere erano più veloci e concepite per essere dispiegate insieme alle portaerei di flotta, mentre le portaerei di scorta erano solitamente più lente ed erano impiegate per la difesa dei convogli navali (spesso navi civili impiegate per approvvigionamento delle truppe in Europa durante la seconda guerra mondiale) e per il supporto aereo durante operazioni anfibie.

## Storia

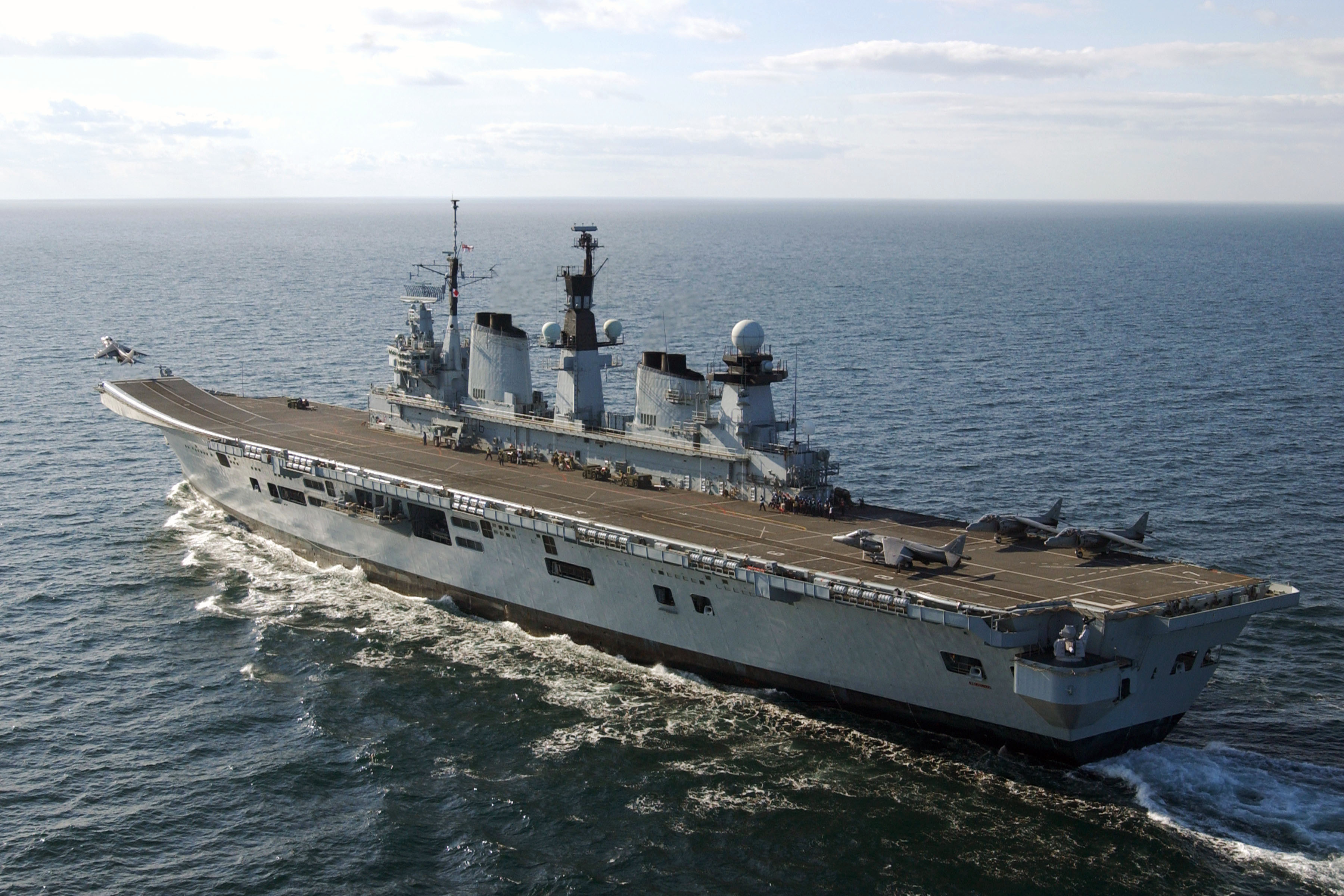
La HMS Illustrious

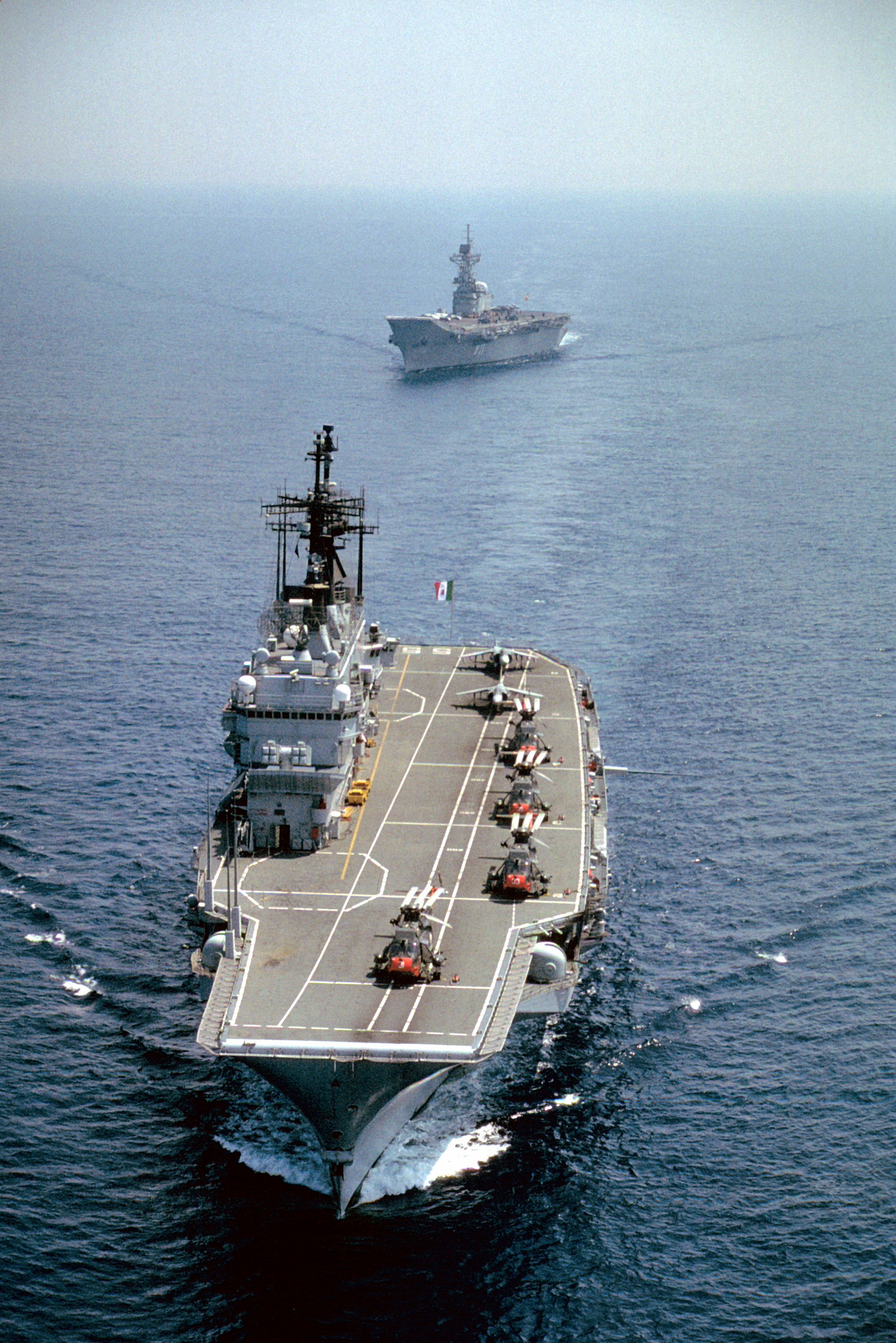
La Giuseppe Garibaldi (C 551) e la Príncipe de Asturias

Durante la seconda guerra mondiale, la United States Navy produsse 9 portaerei leggere attraverso la conversione di scafi di incrociatori. Le portaerei leggere  classe Independence, convertite dagli incrociatori leggeri della classe Cleveland, erano navi insoddisfacenti per l'aviazione di marina per via del loro ponte stretto, corto, sottile e alto; per molti aspetti le portaerei leggere erano superiori per le operazioni aeree. Le navi della classe Independence tuttavia avevano il pregio di essere disponibili nel momento in cui le portaerei disponibili erano ridotte a Enterprise e Saratoga nel Pacifico e Ranger nell'Atlantico. Inoltre, a differenza delle portaerei di scorta, esse erano sufficientemente veloci per integrare le operazioni navali con le portaerei più grandi. Verso la fine della guerra, fu concepita una successiva classe basata sul design della classe Independence: la classe Saipan. Due navi di questa classe — Saipan e Wright — furono realizzate dopo la fine della seconda guerra mondiale. Dopo una breve carriera come portaerei leggere, la due navi furono convertite in navi comando e comunicazioni. Inoltre, nel dopoguerra, 3 navi della classe Independence furono cedute ad altre marine militari — Belleau Wood e USS Langley (CVL-27) alla Marine nationale e USS Cabot (CVL-28) all'Armada Española — dove operarono come portaerei di flotta.
Il design britannico 1942 Design Light Fleet Carrier / British Light Fleet Carrier era una versione ridotta delle portaerei di flotta della classe Illustrious.  Anche se costruito secondo standard mercantili, il progetto prevedeva una suddivisione interna più stagna rispetto alle navi civili. Le navi erano previste per una durata di vita di circa tre anni, tuttavia l'ultima nave fu decommissionata nel 2001 (la Minas Gerais (A-11)). Le prime 8 navi sono state costruite come classe Colossus, ma revisioni e aggiornamenti del progetto per gestire aerei più grandi e pesanti hanno portato alla realizzazione di altre 5 navi come classe Majestic. Nel periodo post-bellico, la Royal Navy operato una flotta di 10 navi della classe Colossus, tra cui i due portaerei d manutenzione (maintenance carrier). In tutto, quindici navi sono state completate a partire dal 1942 Design Light Fleet Carrier, di cui 10 come classe Colossus e 5 classe Majestic (un'unità di questa classe fu impostata e poi cancellata). Tuttavia le navi della classe Majestic non entrarono mai in servizio nella Royal Navy e furono vendute 3 in Australia, 1 in Canada ed 1 in India. Anche 4 navi della classe Colossus, dopo essere state dismesse dalla Royal Navy, furono poi vendute ad altre marine (Argentina, Australia, Brasile, Canada, Francia e Paesi Bassi). Nel 1939, la HMS Hermes (95) veniva considerata equivalente ad una portaerei leggera, a causa delle sue piccole dimensioni e la mancanza di armatura.
Le portaerei leggere nascono durante la seconda guerra mondiale come complemento delle portaerei di flotta nelle marine statunitense e britannica. Nel dopoguerra, la prima ha optato per delle portaerei sempre più grandi, fino ad arrivare alle superportaerei, la seconda invece ha continuato con altre due classi di portaerei leggere: la classe Centaur e la classe Invincible.
Le altre marine militari mondiali non hanno mai fatto distinzione tra portaerei di flotta e portaerei leggera, denominando le proprie navi semplicemente come portaerei, come ad esempio la Marine nationale francese, che nella sua storia ha avuto 1 portaerei di scorta e 3 portaerei leggere. Nella United States Navy, le portaerei leggere avevano come hull classification symbol CVL che stava per Small/Light aircraft carrier, mentre la Royal Navy e le altre marine che usano il pennant number utilizzano la lettera R che sta per portaerei.
Altre portaerei, non classificate ufficialmente come portaerei leggere ma semplicemente come portaerei o portaeromobili, che però hanno dimensioni e dislocamento simili a quelli delle portaerei leggere, sono la Príncipe de Asturias (R-11), la HTMS Chakri Naruebet e la Giuseppe Garibaldi (C 551).

## Unità
L'elenco seguente comprende le portaerei leggeri classificate come tali nelle marine militari che le impiegavano; nell'elenco non sono ricomprese le portaerei di scorta, le navi anfibie, le portaelicotteri o le altre portaeromobili.
| Marina                      | Classe / Nave       | N. unità | Note                                           |
| --------------------------- | ------------------- | -------- | ---------------------------------------------- |
| Royal Navy                  | HMS Hermes (95)     | 1        |                                                |
| Royal Navy                  | HMS Unicorn (I72)   | 1        |                                                |
| Royal Navy                  | classe Colossus     | 8+2      | 4 poi in servizio in altre marine              |
| Royal Navy                  | classe Majestic     | 5+1      | entrate tutte in servizio in altre marine      |
| Royal Navy                  | classe Centaur      | 4        | 1 poi in servizio in un'altra marina           |
| Royal Navy                  | classe Invincible   | 3        |                                                |
| Marina imperiale giapponese | Hōshō               | 1        |                                                |
| Marina imperiale giapponese | Ryūjō               | 1        |                                                |
| Marina imperiale giapponese | classe Zuihō        | 3        |                                                |
| Marina imperiale giapponese | Ryūhō               | 1        |                                                |
| Marina imperiale giapponese | classe Chitose      | 2        |                                                |
| U.S. Navy                   | classe Independence | 9        | 3 poi in servizio in altre marine              |
| U.S. Navy                   | classe Saipan       | 2        | poi convertite in navi comando e comunicazioni |